# 橋浦時雄
橋浦 時雄（はしうら ときお、1891年（明治24年）6月21日 - 1969年（昭和44年）2月10日）は、日本の社会運動家である。ペンネームは溟郎生。鳥取の左翼運動の先駆者と言われた。

## 経歴・人物
鳥取県岩美郡大岩村（現在の岩美町）に生まれる。旧制鳥取県第一中学校（現・鳥取県立鳥取西高等学校）に進み、同級生の由谷義治らと社会主義グループを結成し、平民新聞を愛読した。
早稲田大学中退後、社会主義を主張し幸徳秋水や堺利彦らと親交を持つ。後に彼らと共に社会主義研究会の設立時のメンバーとなり、1910年（明治43年）に発生した幸徳らが起こした大逆事件ではその事件に関する批判した日記を日本政府に提出した事により起訴され、さらにその日記の没収した事により不敬罪として計禁錮5年4ヶ月の有罪判決を受けた。
服役中の1914年（大正3年）には売文社に、釈放後の1918年（大正7年）には暁民会や1920年（大正9年）には日本社会主義同盟の創設にそれぞれ携わった。後に第一次共産党に入党するも、1923年（大正12年）に同党が起こした事件に関与した事により再度起訴された。これにより禁錮10ヶ月の有罪判決を受け、この事件の影響もあり1925年（大正14年）に離党する。離党後も労農派の社会運動家として、社会大衆党に入党し1937年（昭和12年）に発生した人民戦線事件においても事件に関与したとして、再度執行猶予付の懲役2年の有罪判決となった。釈放後は全国の生活協同組合や消費組合の促進運動に携わった。

## 家族
実兄に同じく社会運動家の橋浦泰雄、実妹には女性運動家の橋浦はる子がいる。